# Huntington Automobile Company
Huntington Automobile Company war ein US-amerikanischer Hersteller von Automobilen.

## Unternehmensgeschichte
John F. McMulkin hatte als Ingenieur bei der Daimler Manufacturing Company Erfahrungen im Automobilbau gesammelt. Er gründete 1906 das Unternehmen in Huntington im Bundesstaat New York. August Heckscher soll Geldgeber gewesen sein. Sie begannen im gleichen Jahr mit der Produktion von Automobilen. Der Markenname lautete Merciless. Die Ähnlichkeit zur Marke Mercedes der Daimler-Motoren-Gesellschaft war beabsichtigt. 1907 endete die Produktion. Insgesamt entstanden vier Fahrzeuge.
Im Dezember 1907 folgte die Insolvenz.

## Fahrzeuge
Das einzige Modell ähnelte einem Modell von Mercedes. Ein Sechszylindermotor mit 70 PS trieb die Fahrzeuge an. 120,65 mm Bohrung und 146,05 mm Hub ergaben 10.018 cm³ Hubraum. Das Fahrgestell hatte 323 cm Radstand. Der offene Tourenwagen bot Platz für sieben Personen.